# Дарды
Да́рды (санскр. darada-) — устоявшееся в научной литературе обозначение народов общего индоиранского (арийского) происхождения, издавна населяющих Гиндукушско-Гималайский регион. Языки дардских народов обычно считаются генетически единой группой сильно разошедшихся языков, наиболее близкой к индоарийской. Дардские языки традиционно рассматриваются как рано отошедшая подгруппа последних, хотя в настоящее время разрабатываются классификации, придающие им статус отдельной группы внутри индоиранской ветви. Нуристанцы, значительно сближающиеся с дардами в области материальной и духовной культуры, а также общей ареальной лексики, в настоящее время рассматриваются как отдельная языковая общность.

## Происхождение

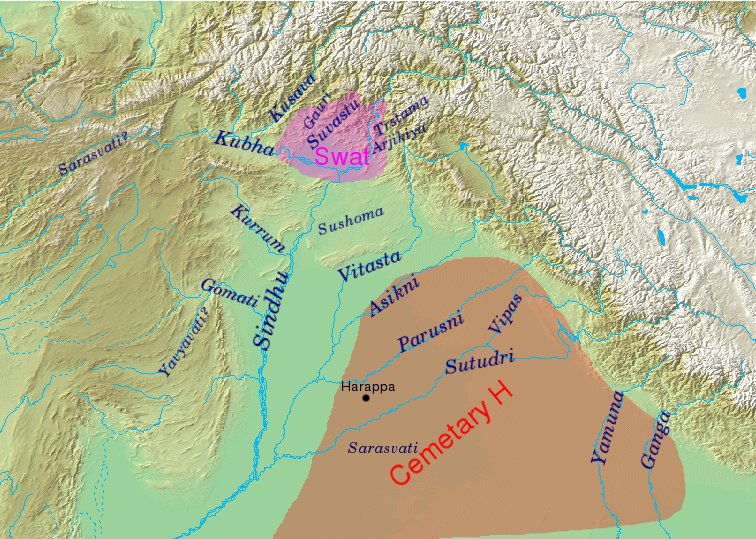
География Ригведы, с указанием названий рек; также показаны распространение Сватской культуры и Культуры кладбища H.

Этноним «дарада» (санскр. दरद darada-) первоначально обозначал народ, живший по соседству с Кашмиром. Он упоминается также у Геродота. Ныне дардами (dard, dārd) называют себя носители гурези, одного из диалектов языка шина. Распространением на все дардоязычные народы региона и их языки этот термин обязан венгру Лейтнеру, находившемуся на английской службе, хотя словом «дарду» кашмирцы ещё в XIX в. обозначали северо-западных горцев. Для жителей северо-западной Индии в санскритской литературе также употреблялся термин Piśāca, а местный пракрит назывался пайшачи (Paiśāci).
Некоторые речные долины, населяемые дардами, упоминаются в Ригведе. Вероятно, зона формирования дардских языков непосредственно примыкала к ареалу ведийского языка. В среднеиндийскую эпоху долины реки Кабул и верхнего Инда подверглась экспансии индоарийских пракритов, а в дальнейшем новоиндийских языков и пашто, окончательно оттеснивших дардов в горы и раздробивших дардский ареал на изолированные части. В горах дарды соприкасались с носителями местных неиндоевропейских языков (ср. ведич. kirata-) и постепенно ассимилировали их. Остатками доиндоевропейского населения, не ассимилированного дардами, являются буриши. Буришский культурный и языковой субстрат особенно заметен у дардов-шина, но и буриши подверглись сильному дардскому влиянию.

## Расселение

Основные народы Пакистана:
Индоарийцы:
Синдхи
Панджабцы (в т.ч. сераики и джаты)
Дарды:
Шина
Кхо
Иранцы:
Белуджи
Пуштуны
Тибето-бирманцы:
Балти
Дравиды:
Брауи
Бурушаски

Дардоязычные народы проживают в Джамму и Кашмире, Ладакхе (Индия), на территории Азад Кашмира, контролируемой Пакистаном, в провинциях Гилгит-Балтистан и Хайбер-Пахтунхва (север Пакистана) и на северо-востоке Афганистана (провинции Кунар, Нангархар, Лагман, Каписа).

### Восточные дарды
- Кашмирцы — самый многочисленный дардский народ, исторически населяющий прежде всего широкую Кашмирскую долину в Джамму и Кашмире, а также прилегающие к ней с юга верховья реки Ченаб.
- Шина населяют восток Кохистана по горному течению Инда вплоть до Ладакха и долинам его притоков (города Чилас, Тангир, Гилгит, Драс), а также речную долину Гурез. Этнографической группой шина являются минаро, исповедующие буддизм.
- Пхалура — небольшие народы в долине р. Кунар (Читрал) соответственно в Пакистане и Афганистане.
- Кохистанцы — группа племён в Пакистане, населяющих округ Кохистан и север округов Сват и Дир провинции Хайбер-Пахтунхва. Вытеснение кохистанских дардов из южных частей долин рек Сват и Дир пуштунами-юсуфзаями относится к периоду широкой экспансии пуштунов в XVIII—XIX в.

### Долина Кунара (Читрала)
- Кунарские дарды — группа дардоязычных племён в среднем течении р. Кунар и долинах её притоков в Афганистане (гавар-бати, катаркалаи, шумашти и др.)
- Читральские дарды населяют верховья реки Кунар (Читрал) в одноимённом округе провинции Хайбер-Пахтунхва (Пакистан) и включают народ кхо и калашей. Кхо проникли также в верховья реки Гилгит.

### Афганские дарды
- Пашаи населяют верховья левых притоков р. Кабул, а также низовья р. Кунар
- Тирахи[англ.] — небольшой дардский народ, живущий к югу от р. Кабул.

## Культура и религия
Кашмирцы, будучи самым большим дардоязычным народом, значительно отличаются от остальных дардов, их культура сближается с культурой соседних индуистских и мусульманских индоарийских народов, что объясняется длительным воздействием индуизма, буддизма, а в дальнейшем и ислама. В настоящее время большинство кашмирцев исповедует суннитский ислам (96 %). Ислам широко стал распространяться в Кашмире в XIV в. благодаря усилиям шейха Мир Саида Али Хамадани и полностью вытеснил доминировавший здесь многие столетия махаянический буддизм. Меньшинство (кашмирские пандиты) придерживается шиваистского индуизма. Кашмирский шиваизм имеет глубокие корни, его носители относятся к брахманской варне.
Другие дардские народы, населяющие изолированные горные долины Западных Гималаев и Гиндукуша, отличаются архаичностью материальной и духовной культуры, важную часть которой составляет доиндоевропейский субстрат. Большинство горных дардов нынешнего Пакистана и Афганистана вплоть до Нового времени сохраняли традиционные верования, подвергшиеся влиянию индуизма и буддизма лишь поверхностно, и были обращены в ислам только в XVIII—XIX вв. усилиями суннитских проповедников и поддерживающих их властителей, покорявших горные долины (сикхи, догра и местные династии мехтаров). Традиционная культура исламизированных дардов-шина включает разделение на квази-касты (шин, ешкун и др.), скотоводческие верования, связанные с разведением коз (при этом коровы считаются нечистыми животными) и значительные элементы шаманизма (носителями которого являются шаманы-biṭan’ы, известные и у буришей). Северная часть народа кхо придерживается исмаилизма, распространённого проповедниками с Памира, и подвергается наибольшему среди дардов иранскому влиянию.
Уникальное явление представляет собой народ калаша на западе Читрала, до сих пор сохранивший одну из форм языческой гиндукушской религии, распространённой до кон. XIX в. также среди нуристанцев.
Шиноязычные группы в Ладакхе и Драсе, живущие среди тибетоязычного населения, исповедуют тибетский буддизм (ламаизм).